# Horvate Uza
 Coordenadas : formato inválido
Horvate Uza (em hebraico: חורבת עוזה) é um sítio arqueológico localizado no nordeste do deserto de Negueve em Israel. O local está localizado no Vale do Arade oriental e tem vista para o rio Quina. Nos tempos antigos, fortes foram estabelecidos lá para controlar a estrada através do uádi e conectar a Judeia com Arava e o território de Edom.